# Vinden fortæller om Valdemar Daae og hans Døttre
Vinden fortæller om Valdemar Daae og hans Døttre (Nudansk: Vinden fortæller om Valdemar Dåe og hans døtre) er en fortælling af H.C. Andersen. Fortællingen har baggrund i virkelighedens Valdemar Daa, en dansk adelsmand fra 1600-tallet som forødede sit gods væk.
H.C. Andersen skrev fortællingen mens han var på juleferie på herregården Basnæs i 1858. Han begyndte juleaftensdag den 24. december og fik historien afsluttet anden juledag.
Historien blev udgivet året efter den 24. marts 1859 i samlingen Nye Eventyr og Historier, 3. hæfte.
Efter en kort indledning lader H.C. Andersen vinden være fortællerstemmen. En gennemgående replik fra vinden er "Hu- u- ud! Fare hen!", der fungerer som en slags omkvæd.